# Fimmadur

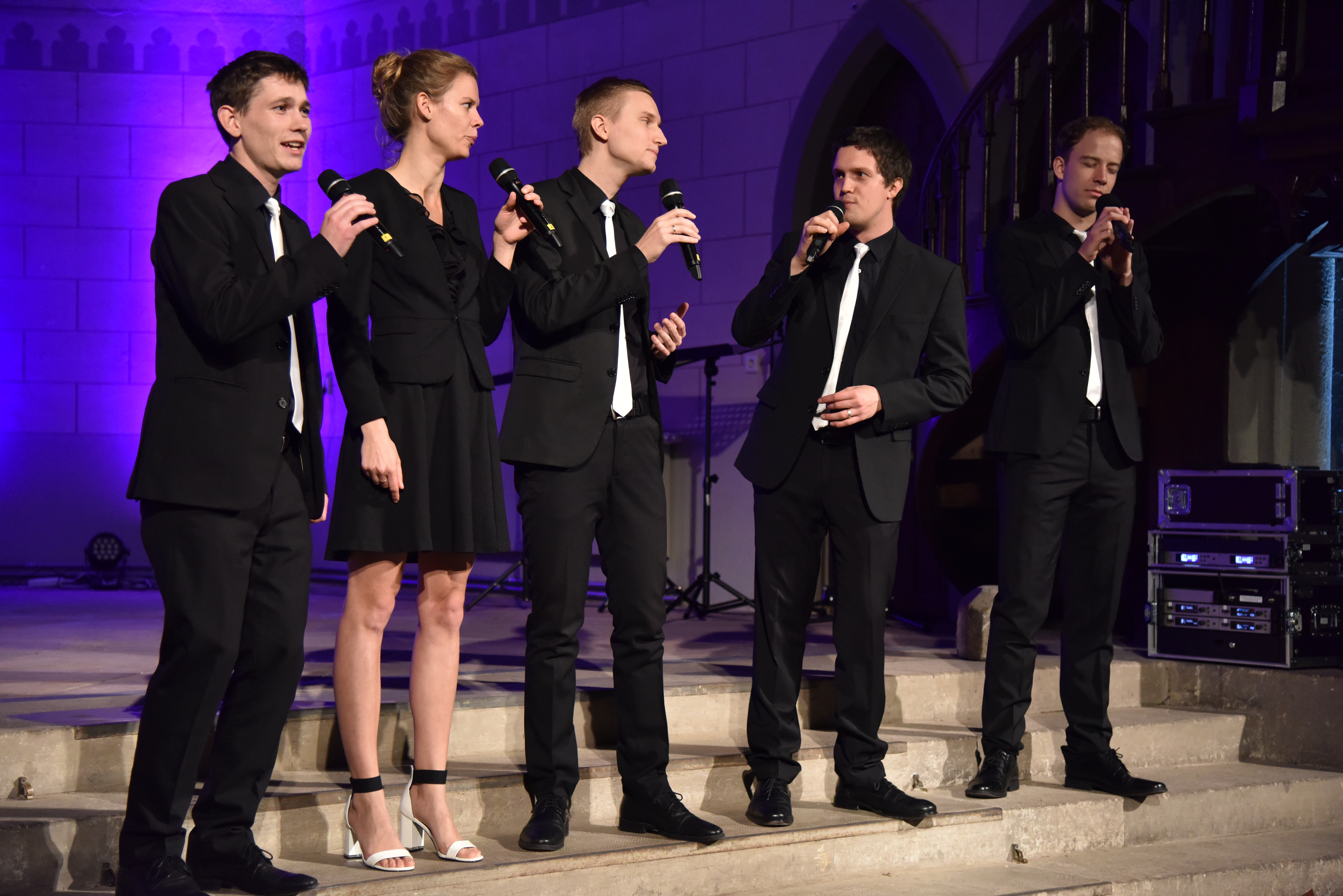
Fimmadur beim letzten Konzert am 3. Oktober 2019 in der Paxkirche in Leipzig-Gohlis: Oskar Didt, Maria Uhlemann (inzwischen: Maria Wittmüss), Konrad Didt, Julius Sattler, Johannes Gründel (von links nach rechts).

Das Ensemble Fimmadur – Eigenschreibweise fimmadur – war ein gemischtes Vokalensemble aus Leipzig, das nach zehnjährigem Bestehen sein letztes Konzert am 3. Oktober 2019 in der Friedenskirche (Paxkirche) in Leipzig-Gohlis gegeben hat.

## Werdegang
Das Ensemble bestand seit Oktober 2009, zu ihm gehörten zuletzt vier einstige Thomaner und eine Mezzosopranistin.
Fimmadur trat in Deutschland bei vielerlei Anlässen auf – oft auch in Kirchen, so etwa in der Kirche Panitzsch – und gab auch in Österreich und England Konzerte.
Der Name stammt nach Angaben des Ensembles aus dem Isländischen, was nach eigenen Angaben „fünf Leute“ oder „fünf Mann“ heißen soll.
Im Sommer 2019 gab die Gruppe auf ihrer Internetseite das Ende von Fimmadur am 3. Oktober 2019 bekannt („Wenn es am schönsten ist, sollte man aufhören“), welches mit einem Konzert in der Friedenskirche Leipzig ausklang.

## Repertoire
Das Repertoire umfasste Gesänge des Mittelalters, Kompositionen der Renaissance des 15. Jahrhunderts, Volkslieder sowie A-cappella-Arrangements moderner Musik und bekannter Songs aus Rock, Pop, Soul und Jazz.

## Musikalische Vorbilder
Künstler, die die fimmadur-Mitglieder schätzen und für sie als musikalische Vorbilder gelten, sind Wise Guys sowie die Ensemble Amarcord, Thios Omilos und Nobiles.

## Letzte Besetzung
- Maria Uhlemann: Mezzosopran, ab November 2013[2]
- Konrad Didt: Tenor[3]
- Oskar Didt: Bariton/Altus[4]
- Julius Sattler: Bariton[5]
- Johannes Gründel (1996–2022)[6]: Bass, ab Dezember 2015[7]

ehemalige Mitglieder
- Christopher Raunest (Tenor), bis Mai 2010
- Friedrich Hamel (Bass), Juli 2015 bis Dezember 2015
- Robert Pohlers (Tenor)[8], Wechsel im November 2013 zu Amarcord[9][10]
- Tobias Klenke (Bass), bis Juli 2015[8]
- Johanna Jäger (voicemade) als Vertretung für Maria Uhlemann (2018–2019)
- Clemens Walter Thom (2019) als Vertretung für Oskar Didt

## Diskographie
- Porträt, CD von 2012, aufgenommen in der Kirche zu Gundorf, Tonmeister Tobias Hoff.
- Frieden, CD vom September 2019[1]

## Varia
- Am 3. Oktober 2019 gab fimmadur sein Abschiedskonzert mit dem Titel Hauptsache, wir haben Spaß. Dabei waren auch die einstigen Sängerinnen und Sänger von fimmadur, so dass bei einigen Liedern zwei Sängerinnen und neun Sänger auf der Bühne standen. Einer der zahlreichen Konzertbesucher war Georg Christoph Biller.
- Beim Abschlusskonzert gab Johannes Gründel[11] bekannt, dass sich mit dem Ensemble Collegium Thomanum eine Gruppe einstiger Thomaner und Thomas-Schülerinnen zusammengefunden hat, die künftig mit eigenen Konzerten in Erscheinung treten wollen.[12]

## Nachtrag 2022
Im postum erschienenen biographischen Buch über Georg Christoph Biller mit dem Titel „Zu Füßen Bachs“ (Buchpremiere mit Autor Manfred Hofmann im Forum Thomanum am 13. Juni 2022) ist eine Hommage von Johannes Gründel (auf dem Foto oben: rechts) enthalten – sie hat den Titel „Wie steht's mit der Liebe?“.
Dieser Text gehört zu seinen letzten Veröffentlichungen: Seine Familie machte am 26. März 2022 öffentlich, dass Johannes Gründel am 13. März 2022 verstorben ist.